# Ruel

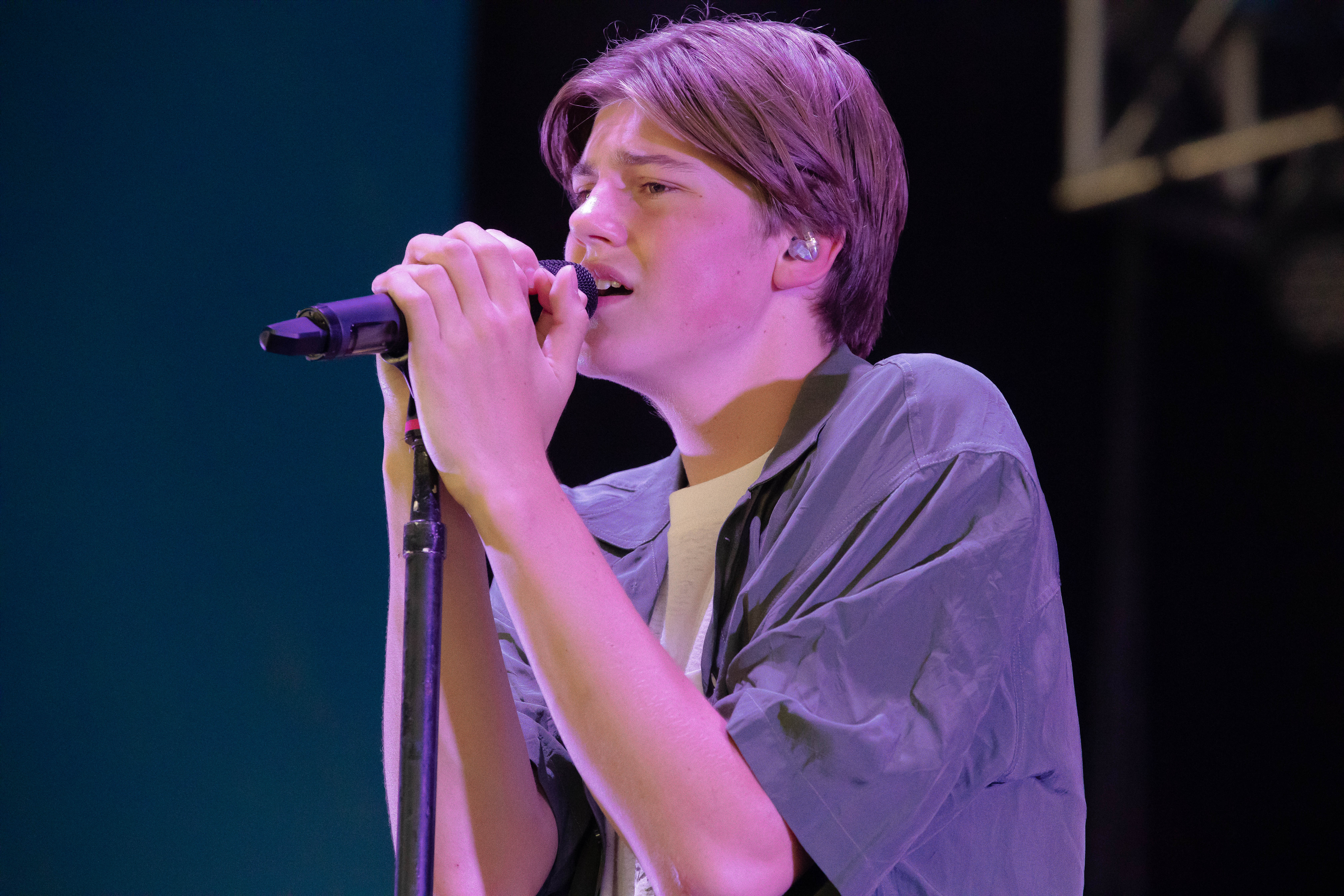
Ruel

Ruel Vincent van Dijk (Londen, 29 oktober 2002), bekend onder zijn artiestennaam Ruel, is een Australische zanger. Zijn moeder is Brits en zijn vader is een in Nieuw-Zeeland opgegroeide Nederlander.

## Carrière
In 2015 stuurde Ruel een demo naar producer M-Phazes waarin hij James Bay's "Let It Go" zong.
In april 2017 bracht Ruel zijn debuutsingle "Golden Years" uit samen met M-Phazes. In juni voerde hij zijn live-radio-debuut uit van Jack Garratts "Weathered" bij radiozender Triple J. De video werd een half miljoen keer bekeken in minder dan 48 uur. In juli 2017 bracht Ruel "Don't Tell Me" uit, dat piekte op nummer 86 in de ARIA Chart. In september 2017 speelde Elton John "Don' t Tell Me" op BBC Radio 1 en was hij lovend over Ruel.
In november 2017 tekende Ruel een contract met RCA Records. In december 2017 bracht Tom Thum een cover uit van Rag'n'Bone Mans "Human" met Ruel als zanger.
Op 4 april 2018 trad Ruel op bij de opening van de Commonwealth Games.
Op 2 juni 2018 kondigde Ruel zijn debuut-ep Ready aan, evenals een tournee in juni en juli.
- Gemeinsame Normdatei: 1188364936
- International Standard Name Identifier: 0000 0004 7574 563X
- Library of Congress Control Number: no2018095369
- MusicBrainz: bc153bd5-7963-4195-a6fb-c38588f31007
- Virtual International Authority File: 60153288256132650960